# Довгань Борис Степанович
Бори́с Степа́нович До́вгань (19 серпня 1928, Київ — 30 квітня 2019, Київ) — український скульптор, педагог.

## Біографія
Народився в Києві на Пріорці, в помешканні навпроти будинку, де колись зупинявся Тарас Шевченко, а тепер там філія шевченківського музею.
Коли Борису було 4 роки, родина (батько, мати й троє дітей) мусила втікати від голоду — спочатку до Могильова (Білорусь), а через три роки (1935) в Новосибірськ, де 1936 року Борис пішов до школи.
В 1937 році батька, простого чоботаря, безпідставно арештували, а 1938-го (після розстрілу М. Єжова) звільнили. Батьки з дітьми 1939 року переїхали до м. Фрунзе (Киргизстан). Борис закінчив сім класів школи й курси водіїв автомобіля. Певний час працював за цією професією, а згодом (під час війни) — на взуттєвій фабриці.
У 1945 році родина повернулася до Києва, Борис далі навчався у восьмому класі школи № 8 (на Куренівці), але через рік залишив школу й вступив до технікуму річкового транспорту (тепер — коледж), де навчався на штурмана лише рік (не сподобалося).
З 1947 по 1950 навчався в Київському училищі прикладних мистецтв, де здобув фах ліпника, модельника і формувальника.
З 1950 по 1956 навчався в Київському художньому інституті (викладачі дисциплін спеціальності: І. В. Макогон, М. Г. Лисенко, І. П. Шаповал, Ю. Є. Садиленко).
Після закінчення інституту — на творчій роботі, паралельно — з 1950 по 1961 рік викладав скульптуру в Київській художній середній школі імені Тараса Шевченка (серед відомих учнів: Володимир Прядка, Валерій Швецов та інші).
Борис Довгань учасник Другої світової війни, член Спілки художників України з 1965 року, Почесний академік Національної академії мистецтв України з 2009 року.
Учасник українського правозахисного руху в СРСР. За правозахисну діяльність його на тривалий час було позбавлено роботи.
Біографія Бориса Довганя включена до довідника «Життя славетних» та видань Американського біографічного інституту на знак визнання його видатного внеску в прогрес XX століття.
Помер 30 квітня 2019 року у місті Київ.

## Творчі здобутки

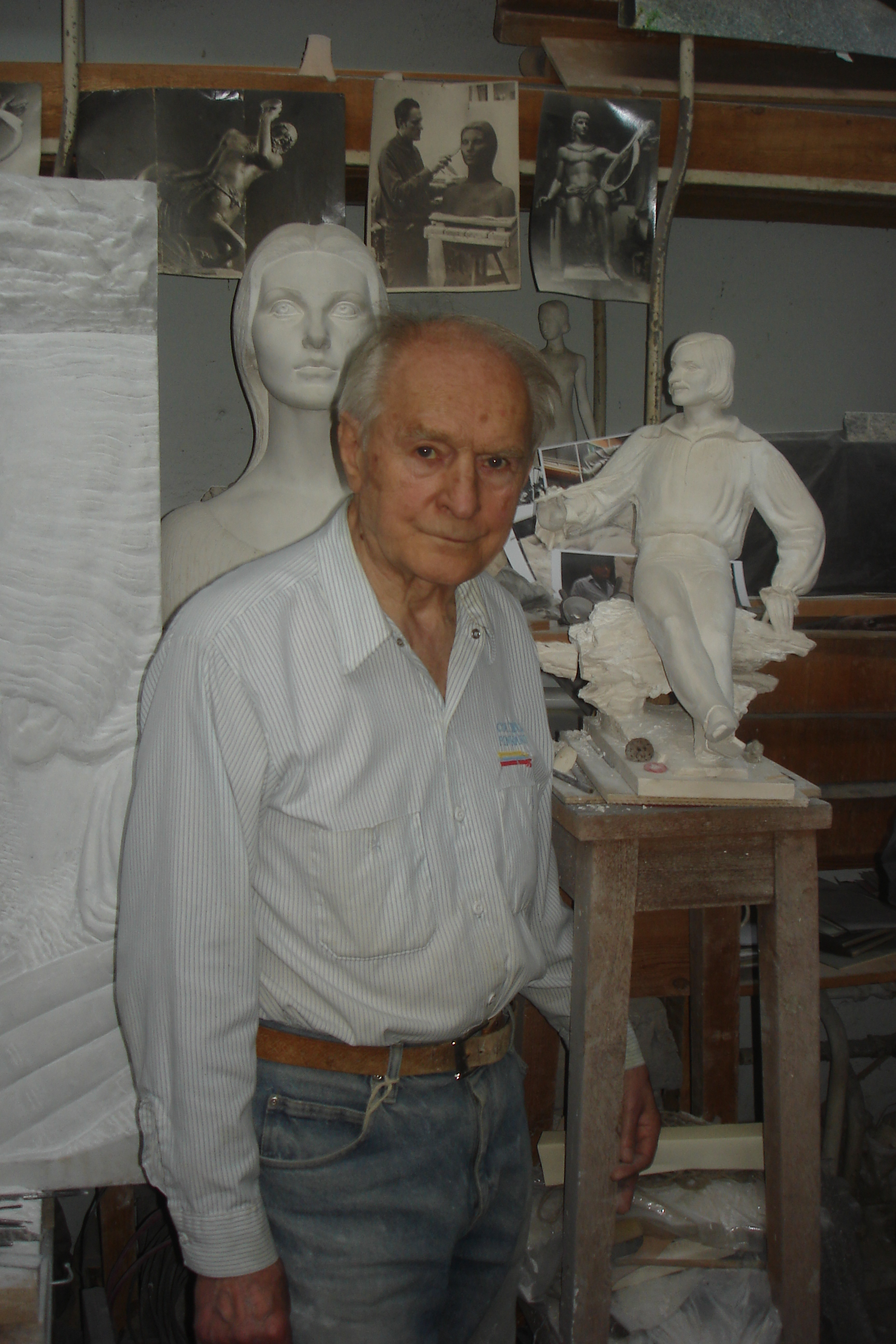
Борис Степанович Довгань у своїй майстерні (Київ, 2014)

- Відновлення пам'ятника Т. Г. Шевченку (автор І. Кавалерідзе) в Ромнах (1980);
- Спільно з колегами: Володимиром Луцаком, Степаном Кириченком та Надією Клейн створює кольорову мозаїчну скульптуру «Україна» заввишки 5,5 м для декади українського мистецтва в Москві (1960);
- співавтор Герба Києва часів УРСР.

Пам'ятники, композиції:
- Пам'ятник «художникам — жертвам репресій» (1996);
- Пам'ятник Папі Римському — Івану Павлу ІІ у Києві на території посольства держави Ватикан (2002);
- пам'ятник О. Пушкіну і фонтан «Перше кохання» в Гурзуфі (1987);
- пам'ятник генералу М. Драгомирову в Конотопі;
- пам'ятник Олександру Вертинському в Києві (2019)[6].;
- композиція «Меркурій» в парку «Олександрія» в Білій Церкві Київської області (1993);
- композиція «Музика» для фонтану в сквері на вул. Архітектора Городецького (1979);
- композиція «Тетяна» в парку ім. О. Пушкіна (Київ, 1973);
- мармурові блоки з рельєфами: «Моління про чашу[7]», «Учні, які поснули», «Мадонна з немовлям» (2000–2008);
- рельєфи на будинок Українського інституту науково-технічної та економічної інформації МОН України (біля станції метро «Либідська», відомий у Києві й Україні як «Літаюча тарілка») (1970);
- барельєфи й постать юнака з книжкою в Національній бібліотеці для дітей (Київ, 1977);
- скульптурні композиції: фонтан «Земля і вода» в Новій Каховці (1979);
- барельєфи в київському готелі «Славутич» (6 м х 3 м) (два сюжети: «Київ історичний» і «Київ сучасний») та ін.

Скульптурні портрети:
- портрет Г. Сковороди в Національній бібліотеці ім. В. Вернадського у Києві (1989);
- Портрет поета-дисидента Василя Стуса (1968)[8];
- портрет перекладача Григорія Кочура;
- портрет академіка-ботаніка Миколи Холодного;
- портрет академіка В. І. Вернадського в Києві (1987);
- портрет архітектора Ф. І. Юр'єва;
- портрет вченого-хіміка Генріха Дворка;
- портрет поета-дисидента Івана Світличного;
- портрет українського композитора Леоніда Грабовського;
- портрет поета-неокласика Миколи Зерова;
- портрет професора Юрія Кочержинського;
- портрет поета-дисидента Миколи Холодного та ін.

Меморіальні дошки і пам'ятники:
- меморіальна дошка автору слів Гімну України Павлові Чубинському в Києві (1993);
- меморіальна дошка письменнику і перекладачу Борисові Антоненку-Давидовичу;
- меморіальний пам'ятник видатній громадській та політичній діячці Славі Стецько (2007);
- меморіальний пам'ятник художнику Миколі Глущенку (1982–1986);
- меморіальний пам'ятник композитору Ігорю Шамо (1982–1986);
- меморіальний пам'ятник театральному режисерові Сергію Данченку;
- меморіальний пам'ятник диригенту Вікторові Іконнику;
- меморіальна дошка письменнику Натанові Рибаку, а також (у співавторстві з архітектором-художником Юр'євим Ф. І.) меморіали загиблим воїнам та інші пам'ятники на місці поховання видатних державних, громадських і творчих діячів України та меморіальні дошки на будинках.

## Галерея. Приклади робіт

Пам'ятник Івану Павлу ІІ у Києві
Пам'ятник «Художники-жертви репресій» у Києві
Надгробок на могилі Ярослави Стецько
Надгробок на могилі композитора Ігоря Шамо
Надгробок на могилі театрального режисера Сергія Данченка
Надгробок на могилі хорового диригента Віктора Іконника
Меморіальна дошка на будинку біля  Художнього інституту у Києві, де жив Олександр Богомазов
Меморіальна дошка Бориса Антоненка-Давидовича
Портрет архітектора Юр’єва Ф. І.
Портрет академіка-ботаніка Миколи Холодного
«Даная під золотим дощем»
«Поцілунок Іуди»

## Нагороди
- Почесний академік Національної академії мистецтв України (2009);
- Заслужений діяч мистецтв України (1993);
- Лауреат премії імені Василя Стуса (1990);
- Почесний диплом, який засвідчує, що Борис Довгань є серед осіб, чия біографія включена до довідника «Життя славетних» та видань Американського біографічного інституту на знак визнання видатного внеску в прогрес ХХ століття.

## Громадянська позиція
Підписав Лист-протест 139 (1968) на ім'я Леоніда Брежнєва, Олексія Косигіна та Миколи Підгорного з вимогою припинити практику протизаконних політичних судових процесів.

## Родина
- Дружина — Довгань Ріта Костівна, журналіст;
- Донька — Довгань Катерина Борисівна, художник;
- Внучка — Довгань Стефанія Ігорівна, оперна співачка.